# Acer quinquelobum
Acer quinquelobum é uma espécie de árvore do gênero Acer, pertencente à família Aceraceae.